# Association latino-américaine d'intégration
L'Association latino-américaine d’intégration (ALADI), est une organisation régionale créée le 12 août 1980. Elle succède à l’ALALE (Association latino-américaine de libre-échange) lancée en 1960 mais qui a échoué. L'ALADI est un organisme d’intégration économique intergouvernementale d’Amérique latine, tous les pays latino-américains sont libres d’y adhérer. L’organisme compte actuellement 13 membres. Le Nicaragua est en cours d'adhésion.

## Projets
L'ALADI projette de constituer un marché commun.

## Pays membres
- Mexique
- Équateur
- Colombie
- Venezuela
- Pérou
- Chili
- Brésil
- Bolivie
- Paraguay
- Uruguay
- Argentine
- Cuba
- Panama en 2012

## Secrétaires généraux
- 1980-1984 :  Julio César Schupp (Paraguay)
- 1984-1987 :  Juan José Real (Uruguay)
- 1987-1990 :  Norberto Bertaina (Argentine)
- 1990-1993 :  Jorge Luis Ordóñez (Colombie)
- 1993-1999 :  Antônio José de Cerqueira Antunes (Brésil)
- 2000-2005 :  Juan Francisco Rojas Penso (Venezuela) [1]
- 2005-2008 :  Didier Opertti (Uruguay) [2]
- 2008-2009 :  Bernardino Hugo Saguier-Caballero (Paraguay)
- 2009-2011 :  José Félix Fernández Estigarribia (Paraguay) [3]
- 2011-2014 :  Carlos Alvarez (Argentine)